# Panicum pinifolium
Panicum pinifolium är en gräsart som beskrevs av Emilio Chiovenda. Panicum pinifolium ingår i släktet vipphirser, och familjen gräs. Inga underarter finns listade i Catalogue of Life.